# Renaldo & Clara
Renaldo & Clara är en spansk (katalansk) popgrupp. Den bildades 2009 i Lleida och leds av sångerskan och låtskrivaren Clara Viñals. Fram till 2023 har man givit ut tre EP-skivor och fyra fullängdsalbum.

## Historia
Gruppen inledde sin karriär 2009, då grundaren Clara Viñals studerade på universitet. Gruppnamnet var hämtat från Renaldo and Clara, en konst- och konsertfilm regisserad av Bob Dylan. På gruppens debut-EP samma år kom inspirationen från minimalistisk pop och brittisk folkpop från 1970-talet.
2012 kom en andra EP, under titeln Lilà. Denna gång fungerade Madrid-baserade Elefant Records som skivbolag. Två år senare presenterades gruppens första fullängdsalbum – Fruits del teu bosc ('Din skogs frukter') – denna gång på bolaget Bankrobber.

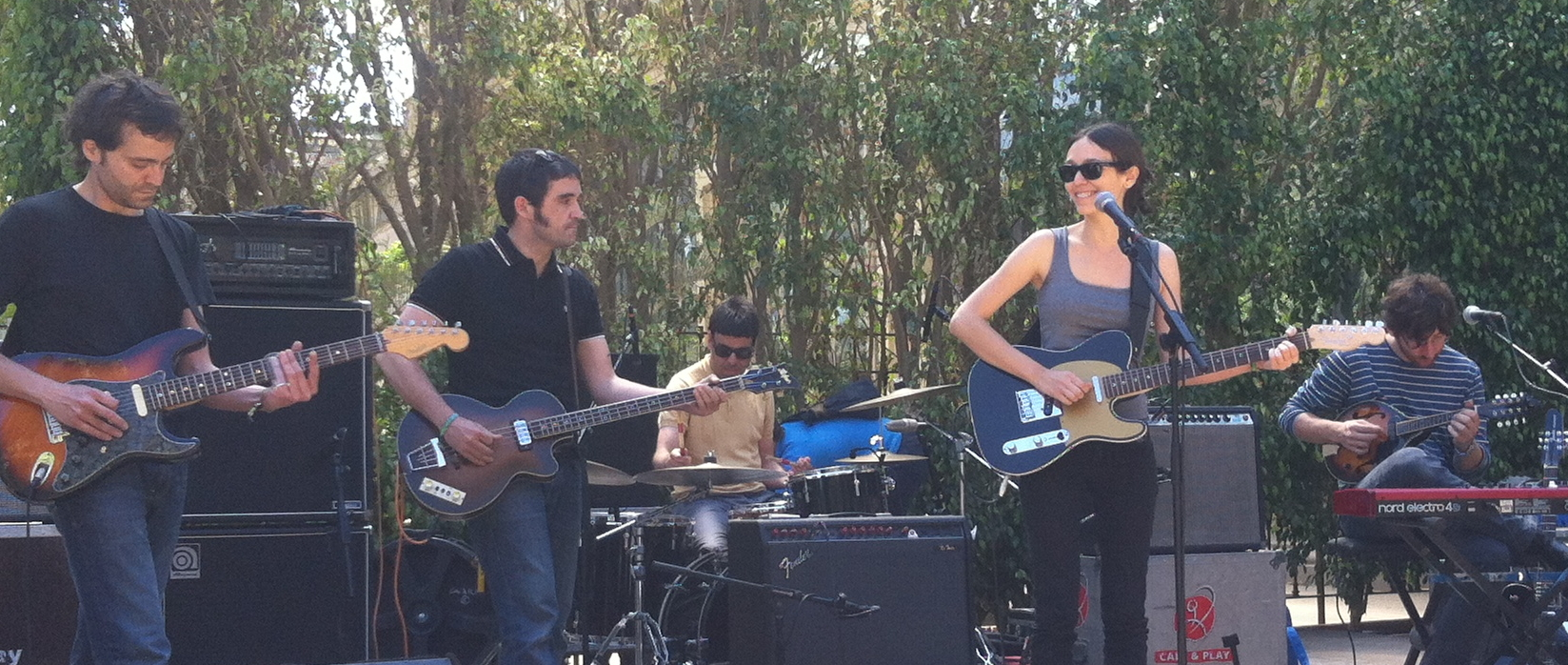
Renaldo & Clara på Primavera Sound-festivalen 2014.

Det var också på Bankrobber som nästa två utgåvor släpptes. Det var dels 2016 års Xavier Baró i Renaldo & Clara, en EP där gruppen samarbetade med likaledes Lleida-födde singer-songwritern Xavier Baró. Året efter släpptes albumet Els afores, där tidigare utgåvors introspektiva låtskrivande bytts ut mot mer vardagsrelaterade texter.
2020 års album L'amor fa calor ('Kärleken är het') fortsatte i samma spår, mot ett poppigare och mer elektriskt sound samt med mer självsäkra texter. På albumet hördes bland annat låten "Una vegada", där låtskrivaren och sångerskan Viñals ironiserar över sin egen nordvästkatalanska dialekts egenheter.
Albumet La boca aigua ('Vattenmunnen'; 2023) fortsatte i föregångarens fotspår med ett elektriskt popsound. Albumet belönades i december samma år med musikkritikernas Premi Enderrock för årets bästa album.

## Diskografi
Nedan markeras album av fullängdformat som LP, vid sidan av EP-märkningen för utgåvor med högst fem låtar.
- Renaldo & Clara (EP, Quadrant Records, 2009)
- Lilà (EP, Elefant Records, 2012)
- Fruits del teu bosc (LP, Bankrobber, 2014)
- Xavier Baró i Renaldo & Clara (EP, Bankrobber, 2016)
- Els afores (LP, Bankrobber, 2017)[6]
- L'amor fa calor (LP, Primavera Labels, 2020)[7]
- La boca aigua (LP, Primavera Labels, 2023)